# 坂東奏南
坂東 奏南（ばんどう かのん、2000年7月14日 - ）は、北海道出身のアイドルで、ミルキーベリーのメンバー。
テアトルアカデミー札幌校所属。

## 来歴
2013年、札幌を拠点とするグループ、ミルキーベリーに加入。

## 人物
ミルキーベリーでは桃色担当。長い髪の毛がチャームポイント。ミルキーベリーの妹キャラ。